# Fort Elizabeth
Fort Elizabeth es un Hito Histórico Nacional de los Estados Unidos y se administra como el Parque Histórico Estatal Russian Fort Elizabeth justo al sureste de la actual Waimea en la isla de Kauai en Hawái. Se encuentra en el sitio del antiguo Fuerte Elizabety (en ruso: Форт Елизаветы), el último fuerte ruso que queda en las islas hawaianas, construido a principios del siglo XIX por la compañía ruso-americana como resultado de una alianza con el Alto Jefe Kaumualiʻi. La fortaleza de estrellas fue empleada por el Reino de Hawái en el siglo XIX con el nombre de Fort Hipo (hawaiano: Paʻulaʻula o Hipo).

## Historia
En 1815, el médico alemán Georg Anton Schäffer, un agente de la Compañía ruso-americana, llegó a Hawái para recuperar los bienes incautados por Kaumualiʻi, jefe de la isla Kauai.: 91–95  De acuerdo con las instrucciones de la compañía, Schäffer tuvo que comenzar por establecer relaciones amistosas con el rey Kamehameha I, que había creado un reino que incorporaba todas las islas de Hawái y enfrentó la oposición del rebelde Kaumuali'i. Luego, con o sin el apoyo de Kamehameha, Schäffer tuvo que recuperar el costo de la mercancía perdida de Kaumualiʻi.
La experiencia médica de Schäffer se ganó el respeto de Kamehameha, pero negó a los rusos cualquier ayuda contra Kaumualiʻi. Schäffer fue seguido por dos barcos de la compañía, el Otkrytie y el Il'mena. Luego navegó a Kauai por su cuenta. Para su sorpresa, Kaumualiʻi firmó con entusiasmo un "tratado" que le otorga al zar ruso Alejandro I un protectorado sobre Kauai. Kaumualiʻi convenció a Schäffer de que los rusos podían capturar fácilmente todo el archipiélago. Schäffer prometió que el zar Alejandro lo ayudaría a liberarse del gobierno de Kamehameha. Oficialmente, Kaumualiʻi había prometido lealtad a Kamehameha en 1810. Kaumualiʻi probablemente nunca tuvo la intención de renunciar al poder sobre la isla; pensó que podría reclamar su propio reino con la ayuda de Rusia. Kaumuali 'i permitió que Schäffer construyera un fuerte cerca de Waimea, llamado Fuerte o Fortaleza Elizabeth (en ruso: Елизаветинская крепость, Elizavetinskaya Krepost) en honor de la emperatriz de Rusia en ese momento, Luisa de Baden. Otros dos -Fortaleza Alexander (крепость Александра, Krepost 'Aleksandra) y Fortaleza Barclay-de-Tolly (форт Барклая-де-Толли, Fort Barklaya-de-Tolli)- fueron nombrados en honor al emperador reinante Alejandro y su mariscal Barclay-de-Tolly y construido cerca de Hanalei en Kauai. Fort Elizabeth fue construida en 1817 en la orilla este del río Waimea con vistas a la bahía de Waimea. Este fuerte fue construido en forma de octágono irregular, de unos 91 m a 140 m de ancho, con paredes de 6,1 m de altura. Albergaba una pequeña capilla ortodoxa rusa, la primera iglesia cristiana ortodoxa de Hawái. El fuerte Alexander construido en la bahía de Hanalei también albergaba una pequeña capilla ortodoxa rusa. Cuando se descubrió que Schäffer no contaba con el respaldo del zar, se vio obligado a abandonar Kauai en el otoño de 1817. El capitán Alexander Adams reemplazó la bandera rusa con la nueva bandera del Reino de Hawái en algún momento antes de octubre de 1817. Fuerte Elizabeth finalmente quedó bajo el control de los partidarios de Kamehameha.
En 1820, las armas dispararon en señal de saludo cuando el hijo de Kaumualiʻi, el príncipe George "Príncipe" Kaumualiʻi (también conocido como Humehume) llegó al barco Thaddeus, después de guiar a los misioneros estadounidenses de regreso a su hogar. Humehume trató de organizar una rebelión en 1824 atacando el fuerte. Fue utilizado como base para capturarlo y mantener el reino unificado. Fue abandonado en 1853.

## Desmantelamiento
El Reino de Hawái encargó al pionero de Kauai Valdemar Knudsen la eliminación de armamentos del fuerte. Se realizó un trabajo similar en esa época en todo el reino con el desmantelamiento de otras fortalezas en Kailua-Kona, Lāhainā y a lo largo de la costa en el antiguo puerto de Honolulu. En una carta enviada a Honolulu, Knudsen enumeró un inventario de las armas en el fuerte después de una encuesta realizada en 1862. Incluían 60 mosquetes de chispa, 16 espadas, 12 cañones de 18 libras, 26 cañones de 4 y 6 libras, 6 pesados Pistolas y 24 pistolas pequeñas. Durante el desmantelamiento del fuerte en 1864, mientras Knudsen cargaba armamentos y municiones para venderlos como chatarra en una goleta en la bahía de Waimea, uno o dos cañones cayeron en las aguas turbias de la bahía.

## Foro Fort Elizabeth 2017
Para conmemorar el bicentenario de la fortaleza, el Foro Fort Elizabeth se celebró en el Courtyard Marriott Kauai en Coconut Beach, del 11 al 13 de noviembre de 2017. Asistieron muchos estadounidenses y varios funcionarios del Ministerio de Relaciones Exteriores de la Federación Rusa en Moscú, así como desde su Embajada de los Estados Unidos en Washington, D. C. En el programa hubo dos sesiones ("Rusia y Estados Unidos - Patrimonio cultural general" y "Reorientación de las relaciones ruso-estadounidenses") y una ronda-mesa de debate ("El futuro del patrimonio cultural ruso-hawaiano, Fort Elizabeth / Pā ʻulaʻula"), seguida de una visita al hito histórico ruso de Fort Elizabeth. También se anunciaron proyectos para hacer una estatua de bronce más grande del rey Kaumuali'i, el último rey de Kauai, y para construir el Centro de Visitantes de Fort Elizabeth.

## Acceso
El fuerte está localizado en coordenadas 21°57′6″N 159°39′51″O / 21.95167, -159.66417 21°57′6″N 159°39′51″O / 21.95167, -159.66417, en la costa sureste de la desembocadura del río Waimea en Waimea, condado de Kauai, Hawái. Hay un pequeño estacionamiento al sur del puente de la Ruta de Hawái 50, conocido como Kaumualiʻi Highway en honor del último rey. Las instalaciones en el parque incluyen un sendero interpretativo para caminar y baños. Un folleto con detalles del sitio está disponible para un recorrido interpretativo autoguiado. Los visitantes de este sitio pueden disfrutar explorando los restos del fuerte, viendo paisajes, fotografías e interpretaciones históricas.

## Otras lecturas
- Mills, Peter (2002). Hawaii's Russian Adventure – A New Look at Old History.